# España en los Juegos Olímpicos de Innsbruck 1976
España estuvo representada en los Juegos Olímpicos de Innsbruck 1976 por una delegación de 4 deportistas (todos hombres) que participaron en un deporte: esquí alpino. El portador de la bandera en la ceremonia de apertura fue el esquiador Francisco Fernández Ochoa, ganador de la medalla de oro en la prueba de eslalon en los Juegos anteriores.
Responsable del equipo olímpico fue el Comité Olímpico Español (COE). El equipo nacional no obtuvo ninguna medalla.